# نيل تومسون (كاتب)
نيل تومسون (بالإنجليزية: Neal Thompson)‏ هو كاتب أمريكي، ولد في 16 يناير 1965 في نيوجيرسي في الولايات المتحدة.